# Genomický imprinting
Genomický imprinting (nebo také parentální imprinting, jindy jednoduše „imprinting“) je genetický jev, při němž míra exprese některého z genů závisí na rodiči, od kterého byl tento gen zděděn.

## Charakteristika
Lidé, coby diploidní organismy, nesou v genetické výbavě svých tělních buněk dvě odpovídající sady chromozomů, jednu zděděnou od otce (paternální) a jednu od matky (maternální). Za normálních okolností mají paternální a maternální kopie konkrétního genu stejný potenciál pro svou expresi (míru transkripce) v kterékoli lidské buňce.
Genomický imprinting však je poněkud vzácný proces, který tento potenciál zásadně mění, neboť v jeho důsledku je aktivita určitého genu omezena na jeden chromozom v závislosti na tom, od kterého rodiče byl zděděn. Ve většině případů to znamená, že pouze maternální nebo paternální alela („verze“) daného genu je exprimována (je aktivní), kdežto druhá je utlumena. Genomický imprinting se realizuje stejně u potomků obou pohlaví, takže například gen aktivní jen na maternálních chromozomech bude utlumen na paternálních chromozomech u všech dcer i synů.
Imprinting u zdravých lidí postihuje jen asi několik stovek z více než 20 000 lidských genů. Většinou se v genomu nenacházejí tyto geny izolovaně, ale naopak se shlukují a je tak možné identifikovat celé chromozomální oblasti s imprintovanými geny. Zde nacházíme zásadní strukturu pro samotnou realizaci imprintingu, tzv. oblast řídící imprinting (anglicky: imprinting control region, ICR). ICR jsou přístupné epigenetickým modifikacím a obvykle jedna z rodičovských ICR je metylována.
Imprinting je třeba odlišit od jiných forem exprese genů závisejících na pohlaví rodiče, které vznikly v důsledku jejich rozdílného genetického vkladu – sem patří geny na chromozomu Y nebo mitochondriální dědičnost.

## Výzkum
Mnoho našich současných znalostí o imprintingu pochází ze studií na modelových organismech, především na myších. U těch, které sice měly kompletní sadu chromozomů, ale jeden pár chromozomů pocházel celý od jediného rodiče (uniparentální dizomie), byly často popisovány abnormality vývoje a výskyt různých onemocnění. Zajímavé bylo, že to platilo jen pro některé chromozomy, v řadě případů se uniparentální dizomie obešla bez zjevných následků pro svého nositele. Současná platná mapa všech dosud známých imprintovaných oblastí myšího genomu je k dispozici zde.
Onemocnění, která vznikají na základě poruchy imprintingu, mají řadu příčin na molekulární úrovni, např. (mikro)delece, bodové mutace či uniparentální disomie. Mezi choroby s prokázanou úlohou poruch imprintingu patří Prader-Williho syndrom, Angelmanův syndrom Beckwithův-Wiedemannův syndrom, Silverův–Russellův syndrom, tranzientní novorozenecký diabetes mellitus a další.